# A Division 1956-1957 (Irlanda)
La stagione 1956-1957 è stata la trentaseiesima edizione della League of Ireland, massimo livello professionistico del calcio irlandese.

## Classifica finale
|  |     | Classifica finale 1956-1957 | Pt | G  | V  | N  | P  | GF | GS | DR  |
|  | --- | --------------------------- | -- | -- | -- | -- | -- | -- | -- | --- |
|  | 1.  | Shamrock Rovers             | 36 | 22 | 15 | 6  | 1  | 68 | 24 | +42 |
|  | 2.  | Drumcondra                  | 31 | 22 | 11 | 9  | 2  | 49 | 28 | +21 |
|  | 3.  | Sligo Rovers                | 29 | 22 | 11 | 7  | 4  | 42 | 29 | +13 |
|  | 4.  | Evergreen United            | 27 | 22 | 11 | 5  | 6  | 48 | 31 | +17 |
|  | 5.  | Transport                   | 26 | 22 | 8  | 10 | 4  | 42 | 36 | +6  |
|  | 5.  | Shelbourne                  | 24 | 22 | 10 | 6  | 6  | 47 | 39 | +8  |
|  | 7.  | Waterford                   | 22 | 22 | 9  | 4  | 9  | 49 | 41 | +8  |
|  | 8.  | Cork Athletic               | 18 | 22 | 5  | 8  | 9  | 32 | 46 | -10 |
|  | 9.  | St Patrick's                | 17 | 22 | 6  | 5  | 11 | 33 | 55 | -22 |
|  | 10. | Dundalk                     | 16 | 22 | 4  | 8  | 10 | 33 | 40 | -7  |
|  | 11. | Bohemians                   | 9  | 22 | 2  | 5  | 15 | 20 | 56 | -26 |
|  | 12. | Limerick                    | 7  | 22 | 2  | 3  | 17 | 21 | 59 | -38 |

### Verdetti
- Shamrock Rovers campione d'Irlanda 1956-1957.
- Shamrock Rovers qualificato alla Coppa dei Campioni 1957-1958.

## Statistiche

### Squadre
- Maggior numero di vittorie:  Shamrock Rovers (15)
- Minor numero di sconfitte:  Shamrock Rovers (1)
- Migliore attacco:  Shamrock Rovers (68 gol fatti)
- Miglior difesa:  Shamrock Rovers (24 gol subiti)
- Miglior differenza reti:  Shamrock Rovers (+42)
- Maggior numero di pareggi:  Transport (10)
- Minor numero di pareggi:  Limerick (3)
- Maggior numero di sconfitte:  Limerick (17)
- Minor numero di vittorie:  Bohemians e  Limerick (2)
- Peggiore attacco:  Bohemians (20 gol fatti)
- Peggior difesa:  Limerick (59 gol subiti)
- Peggior differenza reti:  Limerick (-38)

### Capocannoniere
|  | Gol | Marcatore      | Squadra          |
|  | --- | -------------- | ---------------- |
|  | 15  | Donal Leahy    | Evergreen United |
|  | 15  | Tommy Hamilton | Shamrock Rovers  |